# Cerecinos del Carrizal
Cerecinos del Carrizal is een gemeente in de Spaanse provincie Zamora in de regio Castilië en León met een oppervlakte van 17,24 km². Cerecinos del Carrizal telt 116 inwoners (1 januari 2016).

## Demografische ontwikkeling
Bron: INE, 1857-2011: volkstellingen